# Deserto del Gran Lago Salato

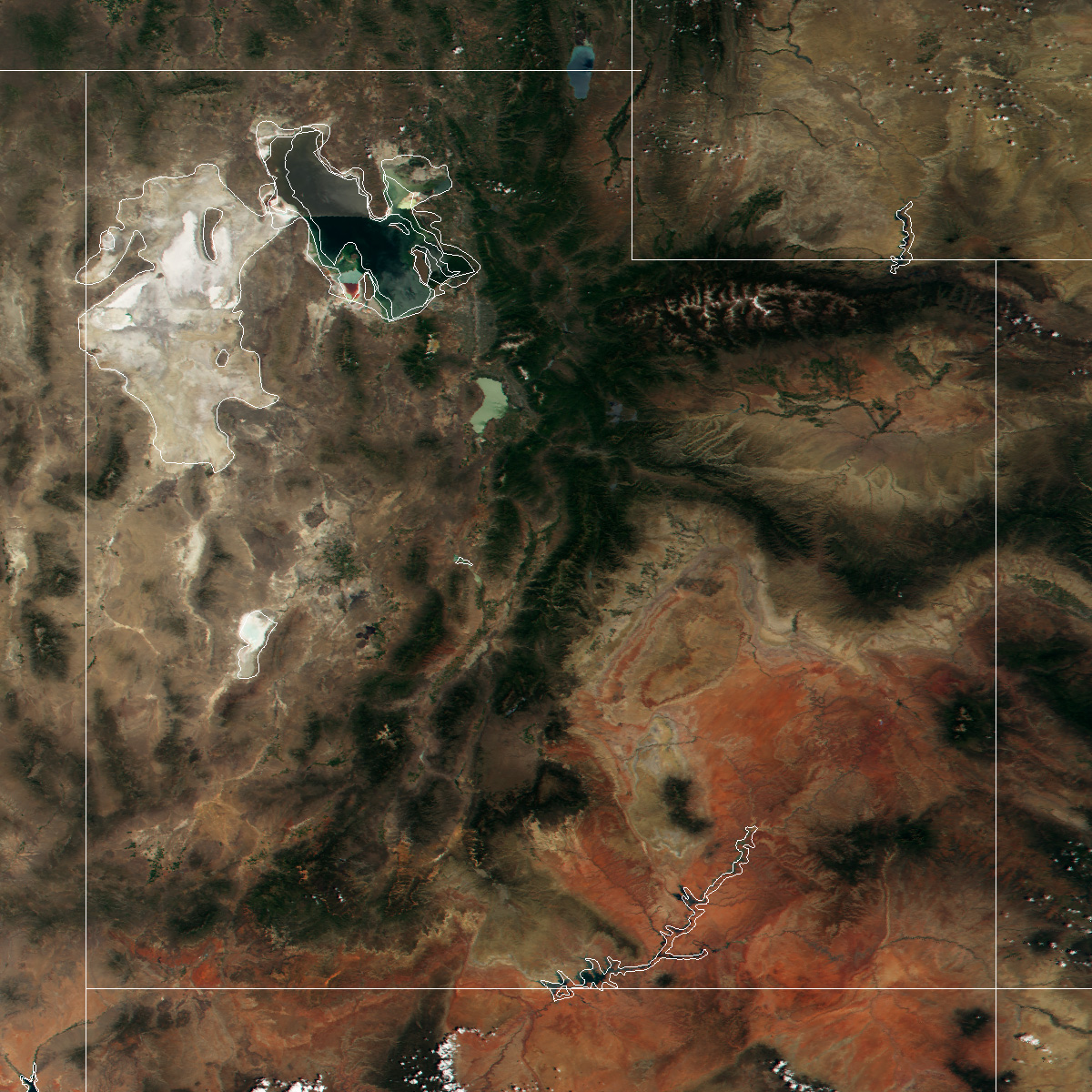
I depositi di sale presenti nel deserto del Gran Lago Salato sono chiaramente visibili in quest'immagine satellitare dello Utah.

Il deserto del Gran Lago Salato (Great Salt Lake Desert in lingua inglese) è un deserto di sale che si estende nello Utah settentrionale, tra il Gran Lago Salato e il confine con il Nevada, negli Stati Uniti. Il deserto è il letto di un grande lago prosciugatosi parzialmente migliaia di anni fa, noto come lago Bonneville, ed è noto per i suoi depositi di evaporite, il più vasto dei quali è il Bonneville Salt Flats.
È attraversato da varie piccole catene montuose, quali i monti Cedar, i monti Lakeside, le Silver Island Mountains, i monti Hogup, Grassy e Newfoundland. Sul confine occidentale del deserto, si erge il Pilot Peak, che segna il confine tra Utah e Nevada.

## Storia

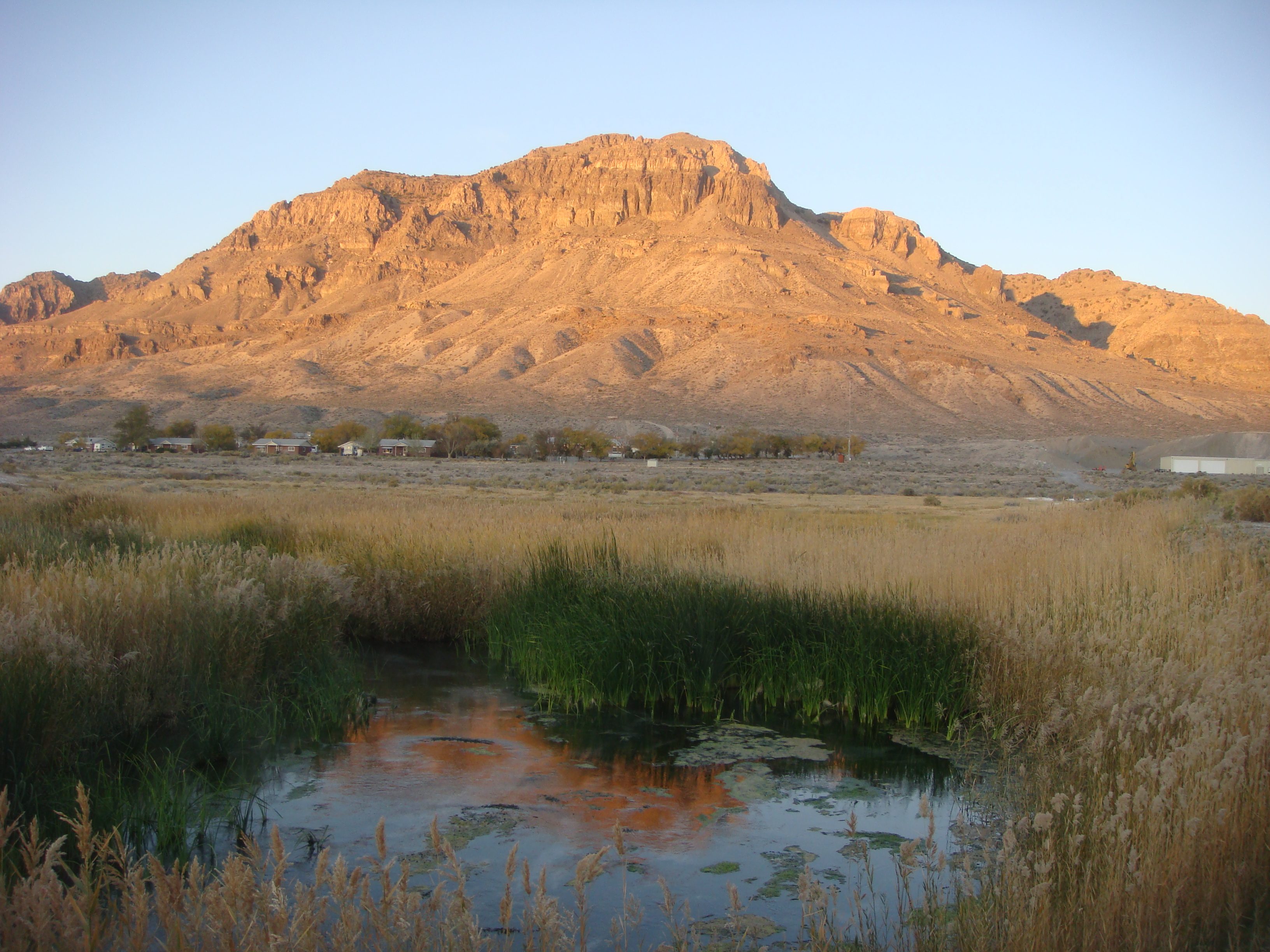
Middle Spring nel Fish Springs National Wildlife Refuge, all'angolo nordorientale del Fish Springs Range.

Durante la spedizione del 1826-1827 di Jedediah Smith, Robert Evans morì nel deserto. Negli anni quaranta dell'Ottocento, il deserto fu attraversato da coloni americani che si dirigevano verso la California seguendo la Hastings Cutoff. Howard Stansbury inoltre esplorò il deserto nel 1849. Le difficoltà incontrate dalla Spedizione Donner nell'attraversare il deserto nel 1846 contribuirono al ritardo che portò la spedizione a rimanere bloccata dalla neve nell'attraversamento della Sierra Nevada.
Nel 1956, la Interstate 80 rimpiazzò la Wendover Cut-off nell'attraversare il deserto. L'autostrada presenta un tratto rettilineo di 80 km in direzione est-ovest, tra i monti Cedar e la città di Wendover. Nel 1910 una ferrovia fu stesa attraverso le Bonneville Salt Flats, che nel 1914 furono utilizzate per la prima volta come pista da corsa e, in seguito, per stabilire vari record mondiali di velocità su terra.

## Clima
Il deserto del Gran Lago Salato è arido e ad un'altitudine di 1300 metri sul livello del mare; sperimenta un clima desertico freddo con estati calde ed inverni freddi. Dopo il tramonto, si registra un rapido calo della temperatura diurna. Le notti estive sono fresche, mentre quelle invernali sono molto fredde, con temperature prossime allo zero. Le temperature massime invernali invece sono generalmente superiori a quella di congelamento dell'acqua.
Le precipitazioni sono scarse, inferiori ai 200 mm di pioggia annui.
| Dati meteo            | Mesi | Mesi | Mesi | Mesi | Mesi | Mesi | Mesi | Mesi | Mesi | Mesi | Mesi | Mesi | Stagioni | Stagioni | Stagioni | Stagioni | Anno  |
| Dati meteo            | Gen  | Feb  | Mar  | Apr  | Mag  | Giu  | Lug  | Ago  | Set  | Ott  | Nov  | Dic  | Inv      | Pri      | Est      | Aut      | Anno  |
| --------------------- | ---- | ---- | ---- | ---- | ---- | ---- | ---- | ---- | ---- | ---- | ---- | ---- | -------- | -------- | -------- | -------- | ----- |
| T. max. media (°C)    | 2,5  | 5,2  | 12,4 | 16,8 | 22,4 | 28,6 | 33,8 | 32,7 | 26,7 | 17,9 | 8,1  | 2,5  | 3,4      | 17,2     | 31,7     | 17,6     | 17,5  |
| T. min. media (°C)    | −8,4 | −7,1 | −1,6 | 2,6  | 7,2  | 12,6 | 16,7 | 15,3 | 8,9  | 1,3  | −4,8 | −9,7 | −8,4     | 2,7      | 14,9     | 1,8      | 2,8   |
| T. max. assoluta (°C) | 17   | 17   | 26   | 31   | 37   | 40   | 41   | 39   | 37   | 32   | 22   | 19   | 19       | 37       | 41       | 37       | 41    |
| T. min. assoluta (°C) | −27  | −27  | −18  | −10  | −4   | 2    | 6    | 4    | −4   | −13  | −19  | −32  | −32      | −18      | 2        | −19      | −32   |
| Precipitazioni (mm)   | 15,5 | 11,7 | 23,1 | 25,7 | 31,2 | 17,3 | 9,1  | 7,9  | 14,2 | 19,6 | 15,5 | 9,7  | 36,9     | 80,0     | 34,3     | 49,3     | 200,5 |
| Nevicate (cm)         | 0,8  | 0,3  | 0,0  | 0,0  | 0,0  | 0,0  | 0,0  | 0,0  | 0,0  | 0,0  | 0,0  | 0,3  | 1,4      | 0,0      | 0,0      | 0,0      | 1,4   |